# Segunda Força Aérea Táctica da RAF

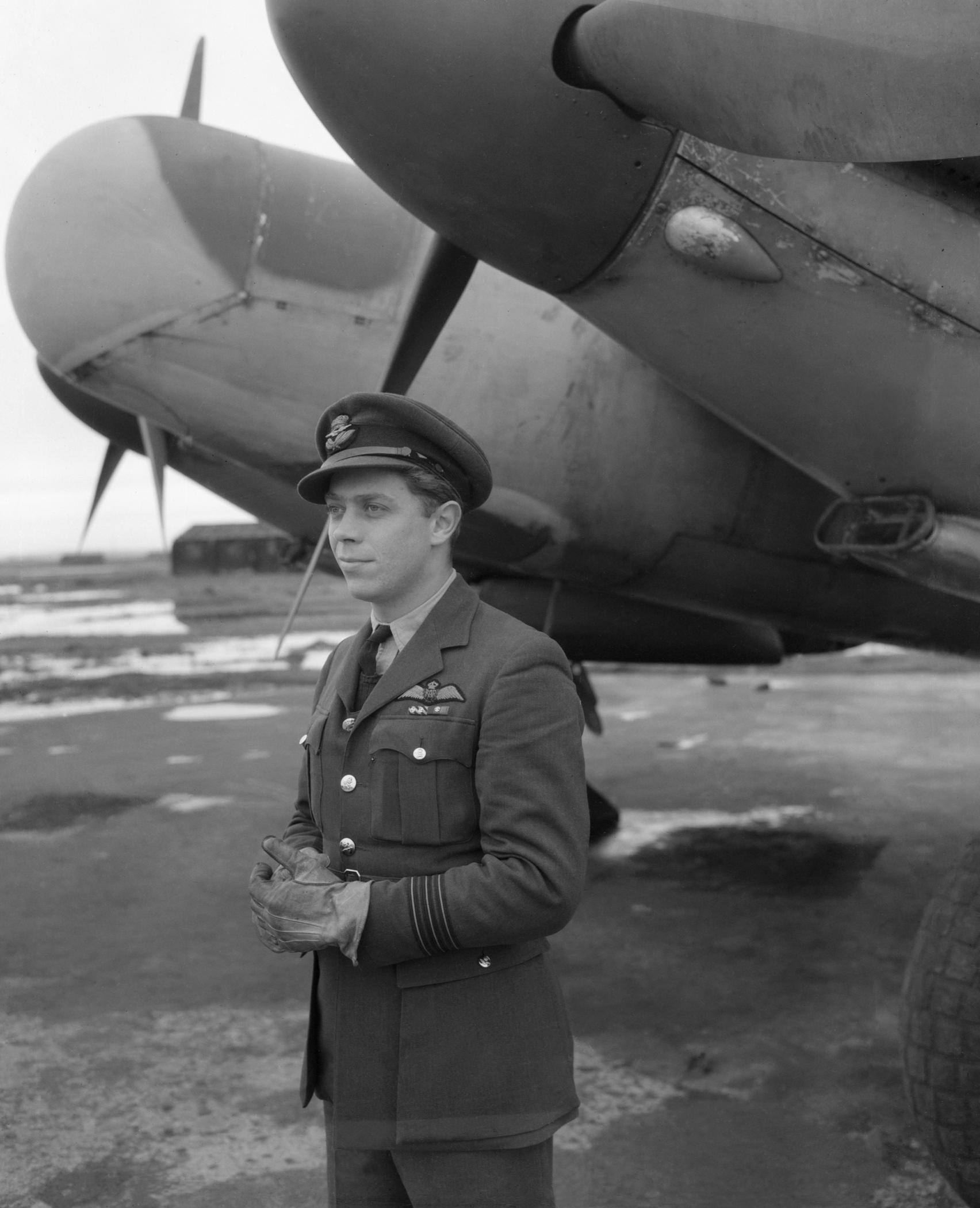
Comandante da Ala F D Hughes, Comandante do Esquadrão Nº 604 da RAF em pé na frente de um De Havilland Mosquito NF Mark XIII em Predannack, Cornwall

A Segunda Força Aérea Táctica foi uma de três forças aéreas tácticas dentro da Real Força Aérea (RAF) durante e depois da Segunda Guerra Mundial. Era composta por esquadrões e militares da RAF, de forças de outras forças aéreas da Comunidade Britânica e de exilados da Europa ocupada pelos alemães. Participou na invasão do continente europeu, mais conhecida como Dia D. Rebaptizada como Forças Aéreas Britânicas de Ocupação em 1945, foi re-estabelecida em 1951 e tornou-se o ramo da RAF na Alemanha até 1959.